# Spoiled Girl
Spoiled Girl è un album di Carly Simon, pubblicato dalla Epic Records nel giugno del 1985. Il disco fu registrato al Right Track Recording di New York City, eccetto i brani: Tired of Being Blonde e Can't Give It Up che furono registrati al Electric Lady Studios ed al Right Track, il brano Interview fu inciso al Shakedown Sound ed al Right Track, il pezzo Anyone but Me fu registrato al Shakedown Sound ed al Right Track e mixato al The Hit Factory.

## Tracce
Lato A
1. My New Boyfriend – 4:19 (Carly Simon)
2. Come Back Home – 4:22 (Carly Simon, Jacob Brackman, Aaron Zigman, Jason Scheff, Guy Thomas)
3. Tonight and Forever – 4:53 (Carly Simon, Eddie Schwartz)
4. Spoiled Girl – 3:20 (Carly Simon, Russ Kunkel, Bill Payne)
5. Tired of Being Blonde – 4:46 (Larry Raspberry)

Lato B
1. The Wives Are in Connecticut – 4:28 (Carly Simon)
2. Anyone but Me – 4:19 (Carly Simon, Arthur Baker, Stuart Kimball)
3. Interview – 4:49 (Carly Simon, Don Was)
4. Make Me Feel Something – 4:40 (Carly Simon)
5. Can't Give It Up – 3:43 (Carly Simon, Andy Goldmark)

Edizione CD del 1998, pubblicato dalla Sony Music Special Products
1. My New Boyfriend – 4:19 (Carly Simon)
2. Come Back Home – 4:22 (Carly Simon, Aaron Zigman, Guy Thomas, Jacob Brackman, Jason Scheff)
3. Tonight and Forever – 4:53 (Carly Simon, Eddie Schwartz, Robin Lerner)
4. Spoiled Girl – 3:20 (Carly Simon, Bill Payne, Russ Kunkel)
5. Tired of Being Blonde – 4:46 (Larry Raspberry)
6. The Wives Are in Connecticut – 4:28 (Carly Simon)
7. Anyone but Me – 4:19 (Carly Simon, Arthur Baker, Stuart Kimball)
8. Interview – 4:49 (Carly Simon, Don Was)
9. Make Me Feel Something – 4:40 (Carly Simon)
10. Can't Give It Up – 3:43 (Carly Simon, Andy Goldmark)
11. Black Honeymoon – 4:32 (Carly Simon, Andy Goldmark, Jacob Brackman) – Bonus Track

## Formazione
- Carly Simon - voce, cori, sintetizzatore
- Robby Kilgore - tastiera, chitarra elettrica, sintetizzatore
- Jimmy Bralower - programmazione
- Stuart Kimball - chitarra acustica, tastiera
- Fred Zarr - tastiera, programmazione, batteria elettronica
- Tom Wolk - basso
- Mickey Curry - batteria
- Arthur Baker - tastiera
- Tony Levin - basso
- Andy Goldmark - sintetizzatore, cori, programmazione, batteria elettronica
- Bashiri Johnson - percussioni
- Russ Kunkel - batteria
- Jimmy Ryan - chitarra elettrica
- William Beard - batteria elettronica
- Bill Payne - tastiera, sintetizzatore
- John McCurry - chitarra, cori
- Liberty DeVitto - batteria
- Doug Wimbish - basso
- Mallett - percussioni
- Jeffrey Smith - sax
- Paul Samwell-Smith, Andy Goldmar, Lucy Simon, Ron Taylor, John Fiore, Rory Dodd, Kate Taylor, Tina B. Eric Troyer, Ula Hedwig, Gordon Grody, Stephanie James, Cindy Mizelle, Luther Vandross - cori